# Benthodorbis fultoni
Benthodorbis fultoni är en snäckart som beskrevs av Winston F. Ponder och Avern 2000. Benthodorbis fultoni ingår i släktet Benthodorbis och familjen Glacidorbidae. Inga underarter finns listade i Catalogue of Life.